# Welplagebach
Der Welplagebach, im Oberlauf als Reinkebach und im Mittellauf als Schlangenbach bezeichnet, ist ein orografisch linkes Nebengewässer der Lutter in Nordrhein-Westfalen, Deutschland. Er hat eine Länge von 16,9 km.

## Flussverlauf

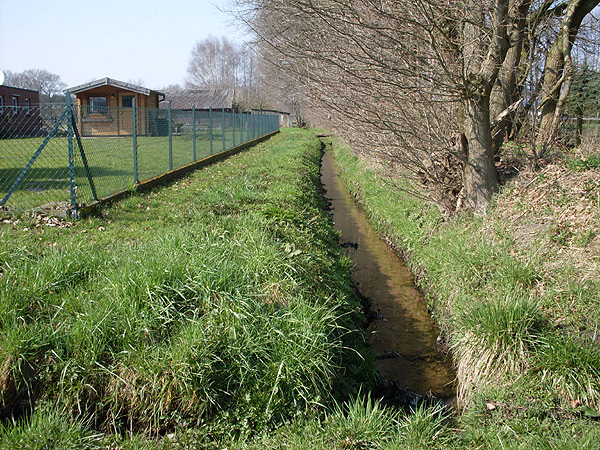
Der Reinkebach im Quellgebiet

Der Welplagebach entspringt als Reinkebach südlich des Gütersloher Ortsteils Friedrichsdorf und fließt in westliche Richtung ab. Der Reinkebach durchquert zunächst ländliches Wiesengelände und wird nach rund drei Kilometern Fließstrecke nordwestlich von Avenwedde-Mitte zum mundartlich auch als „Avenwedder See“ bezeichneten Regenrückhaltebecken Reinkebach gestaut.
Im weiteren Verlauf bildet das Gewässer weitestgehend die nördliche Grenze des Gütersloher Siedlungsschwerpunktes und wird in diesem Bereich Schlangenbach genannt. Nordwestlich von Gütersloh passiert der Schlangenbach das Gelände der von der British Army genutzten Princess Royal Barracks.
Nach dem rechtsseitigen Zufluss eines namenlosen, aus der Bauerschaft Oester zufließenden 3,5 km langen Baches ändert das Gewässer erneut seinen Namen und wird fortan als Welplagebach bezeichnet. Kurz vor diesem Zufluss hat der Bach die Grenze zur Stadt Harsewinkel übertreten und wendet sich daraufhin nordwestlich dem Ortsteil Marienfeld zu.
Südlich von Marienfeld fließt dem Welplagebach rechtsseitig der Talgraben zu; eine unter anderem für den Hochwasserschutz gebaute, kanalartige Umflut, die als Hauptarm der weiter nördlich verlaufenden „alten“ Lutter verläuft.
Rund 200 Meter nach dem Zufluss des Talgrabens mündet der Welplagebach dann in die Lutter.